# Perrigny-lès-Dijon
Perrigny-lès-Dijon är en kommun i departementet Côte-d'Or i regionen Bourgogne-Franche-Comté i östra Frankrike. Kommunen ligger i kantonen Chenôve som tillhör arrondissementet Dijon. År 2022 hade Perrigny-lès-Dijon 2 321 invånare.

## Befolkningsutveckling
Antalet invånare i kommunen Perrigny-lès-Dijon
Referens:INSEE